# Kur (Dämon)
In der Sumerischen Mythologie ist Kur ein monströser Dämon.
Kur personifiziert das Reich der Toten, die Hölle, den Flusslauf der Toten (siehe auch Styx) und den leeren Raum ohne Hoffnung zwischen Abzu, dem Urzeitsee oder der Ursuppe und Ma, der Erde.